# Bout-du-Pont-de-Larn
Bout-du-Pont-de-Larn település Franciaországban, Tarn megyében. Lakosainak száma 1249 fő (2022. január 1.). Bout-du-Pont-de-Larn Mazamet, Pont-de-Larn, Saint-Amans-Soult és Saint-Amans-Valtoret községekkel határos.

## Népesség
A település népességének változása:
| Lakosok száma | 1225 | 1262 | 1283 | 1261 | 1260 | 1267 | 1272 | 1272 | 1249 |
|               | 2013 | 2015 | 2016 | 2017 | 2018 | 2019 | 2020 | 2021 | 2022 |